# هربرت هونتس
هربرت هونتس (انگلیسی: Herbert Honz؛ زادهٔ ۶ سپتامبر ۱۹۴۲) دوچرخه‌سوار اهل آلمان غربی است.